# Liste der Darsteller der Fernsehserie Girls

Logovariante der Serie

Dieser Artikel bietet eine Übersicht über die Hauptdarsteller und die Neben- und Gastdarsteller der HBO-Fernsehserie Girls sowie deren Synchronsprecher in der deutschen Fassung. Die Serie wurde von 2012 bis 2017 auf dem Kabelsender HBO ausgestrahlt; in Deutschland lief die Serie auf dem Pay-TV-Sender Warner TV Comedy (damals noch als Glitz*, TNT Glitz und TNT Comedy bekannt) ausgestrahlt. Ferner ist Girls über den Streamingdienst WOW von Sky Deutschland abrufbar.

## Hauptbesetzung
| Rollenname               | Schauspieler       | Porträt | Hauptrolle (Staffeln) | Nebenrolle (Staffeln) | Deutscher Synchronsprecher |
| ------------------------ | ------------------ | ------- | --------------------- | --------------------- | -------------------------- |
| Hannah Horvath           | Lena Dunham        |         | 1–6                   |                       | Julia Kaufmann             |
| Marnie Marie Michaels    | Allison Williams   |         | 1–6                   |                       | Yvonne Greitzke            |
| Jessa Johansson          | Jemima Kirke       |         | 1–6                   |                       | Michelle Winter            |
| Shoshanna Shapiro        | Zosia Mamet        |         | 1–6                   |                       | Luisa Wietzorek            |
| Adam Sackler             | Adam Driver        |         | 1–6                   |                       | Sebastian Schulz           |
| Raymond „Ray“ Ploshansky | Alex Karpovsky     |         | 1–6                   |                       | Robin Kahnmeyer            |
| Elijah Krantz            | Andrew Rannells    |         | 1–6                   |                       | Dirk Stollberg             |
| Fran Parker              | Jake Lacy          |         | 4–5                   |                       |                            |
| Tad Horvath              | Peter Scolari      |         |                       | 1–6                   | Wolfgang Wagner            |
| Loreen Horvath           | Becky Ann Baker    |         |                       | 1–6                   | Katarina Tomaschewsky      |
| Charlie Dattolo          | Christopher Abbott |         | 1–2                   | 5                     | Ricardo Richter            |
| Desi Harperin            | Ebon Moss-Bachrach |         | 3–6                   |                       | Leonard Mahlich            |
| Caroline Sackler         | Gaby Hoffmann      |         |                       | 3–6                   | Maja Meneiro               |
| Laird Schlesinger        | Jon Glaser         |         |                       | 2–6                   | Bernhard Völger            |
| Thomas-John              | Chris O'Dowd       |         |                       | 1–2                   | Alexander Doering          |
| Evie Michaels            | Rita Wilson        |         |                       | 2–6                   | Marina Krogull             |

## Nebenrollen
| Rollenname            | Schauspieler          | Porträt | Hauptrolle (Staffeln) | Nebenrolle (Staffeln) | Deutscher Synchronsprecher |
| Mimi-Rose Howard      | Gillian Jacobs        |         |                       | 4                     | Giovanna Winterfeldt       |
| Hermie                | Colin Quinn           |         |                       | 2–6                   |                            |
| Abigail               | Aidy Bryant           |         |                       | 4–6                   |                            |
| Scott                 | Jason Ritter          |         |                       | 4–5                   |                            |
| David Pressler-Goings | John Cameron Mitchell |         |                       | 2–3                   | Peter Flechtner            |
| Natalia               | Shiri Appleby         |         |                       | 2–3                   | Jill Böttcher              |
| Booth Jonathan        | Jorma Taccone         |         |                       | 1–2                   | Nicolás Artajo             |
| Paul-Louis            | Riz Ahmed             |         |                       | 6                     | Valentin Stilu             |
| Jasper                | Richard E. Grant      |         |                       | 3                     | Frank Röth                 |
| Dill Harcourt         | Corey Stoll           |         |                       | 5–6                   | Jaron Löwenberg            |
| Beadie                | Louise Lasser         |         |                       | 3–4                   | Katharina Lopinski         |
| Clementine Barrios    | Natalie Morales       |         |                       | 3–4                   | Damineh Hojat              |
| Janice                | Jenna Lyons           |         |                       | 3                     |                            |
| Patti LuPone          | Patti LuPone          |         |                       | 3                     | Joseline Gassen            |
| Dottie                | Felicity Jones        |         |                       | 3                     |                            |
| Großmutter Flo        | June Squibb           |         |                       | 3                     | Hannelore Minkus           |
| Dr. Rice              | Bob Balaban           |         |                       | 2–4                   |                            |
| Angie                 | Amy Schumer           |         |                       | 2–3                   | Angelina Geisler           |
| Salvatore             | Ben Mendelsohn        |         |                       | 2                     | Thomas Petruo              |
| Joshua                | Patrick Wilson        |         |                       | 6                     | Matthias Deutelmoser       |
| Soojin                | Greta Lee             |         |                       | 2–3                   |                            |
| Keith                 | Ethan Phillips        |         |                       | 5–6                   |                            |
| Sandy                 | Donald Glover         |         |                       | 2                     | Nico Sablik                |
| Matt Kornstein        | Skylar Astin          |         |                       | 1                     | Wanja Gerick               |
| Tally Schifrin        | Jenny Slate           |         |                       | 1, 5                  | Sarah Riedel               |
| Jeff Lavoyt           | James LeGros          |         |                       | 1                     | Torsten Sense              |
| Katherine Lavoyt      | Kathryn Hahn          |         |                       | 1                     | Ulrike Stürzbecher         |
| Cleo                  | Maude Apatow          |         |                       | 4                     |                            |
| Ace                   | Zachary Quinto        |         |                       | 4                     | Arne Stephan               |